# Abbaye Sainte-Trinité de Lessay
Pour les articles homonymes, voir Abbaye Sainte-Trinité.
L'abbaye de la Sainte-Trinité est une abbaye bénédictine d'architecture romane, fondée au XIe siècle, qui se dresse sur le territoire de la commune française de Lessay, dans le département de la Manche, en région Normandie.
Elle est un des fleurons de l'architecture romane normande. 
C'est une des rares abbayes normandes qui n'a pas subi de destruction à la Révolution, mais en revanche, l'église a été totalement détruite en 1944, avant de faire l'objet d'une restauration exemplaire.
L'abbaye est partiellement classée au titre des monuments historiques.

## Historique

### La fondation

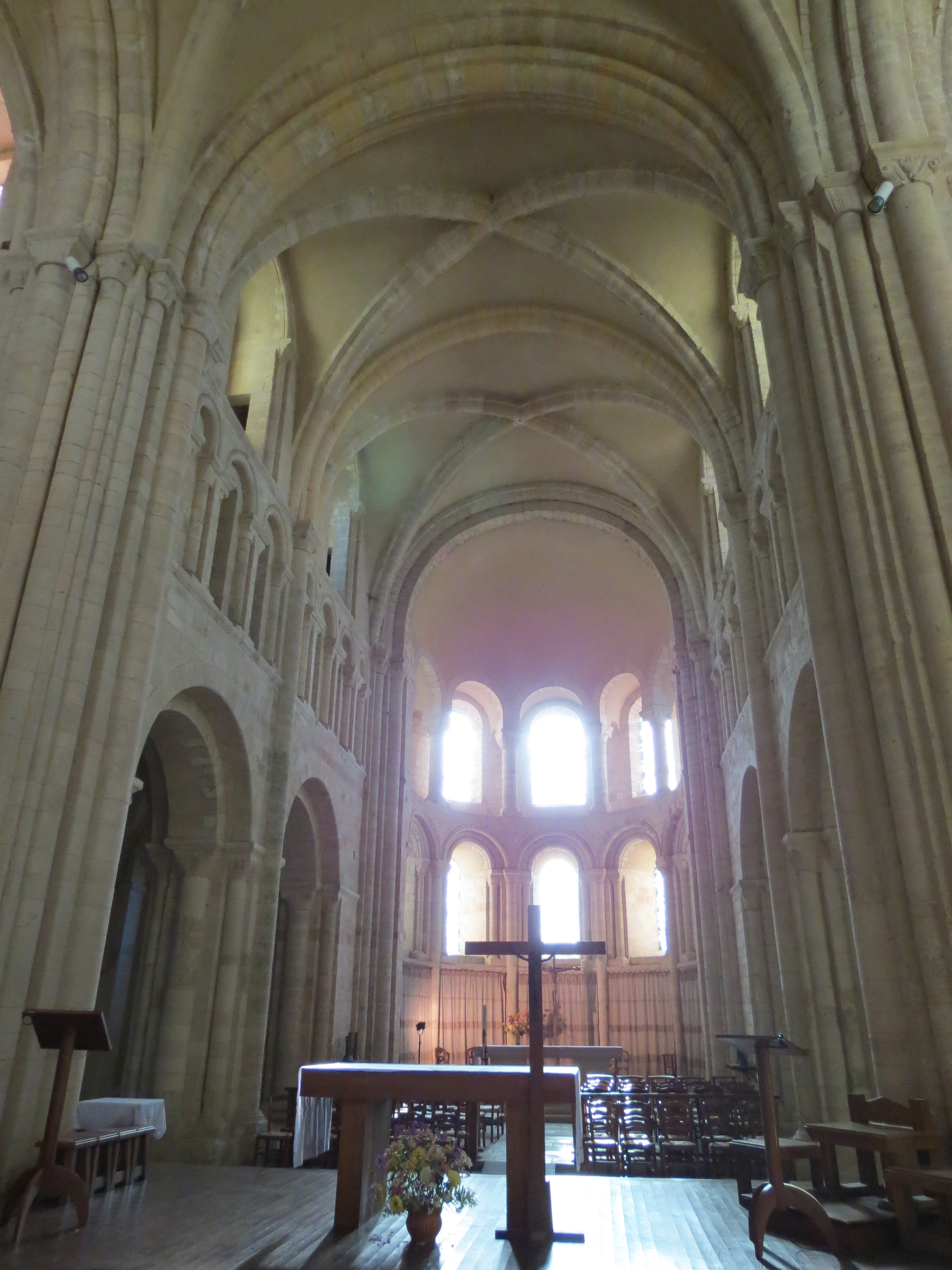
Le chœur de l'abbatiale.

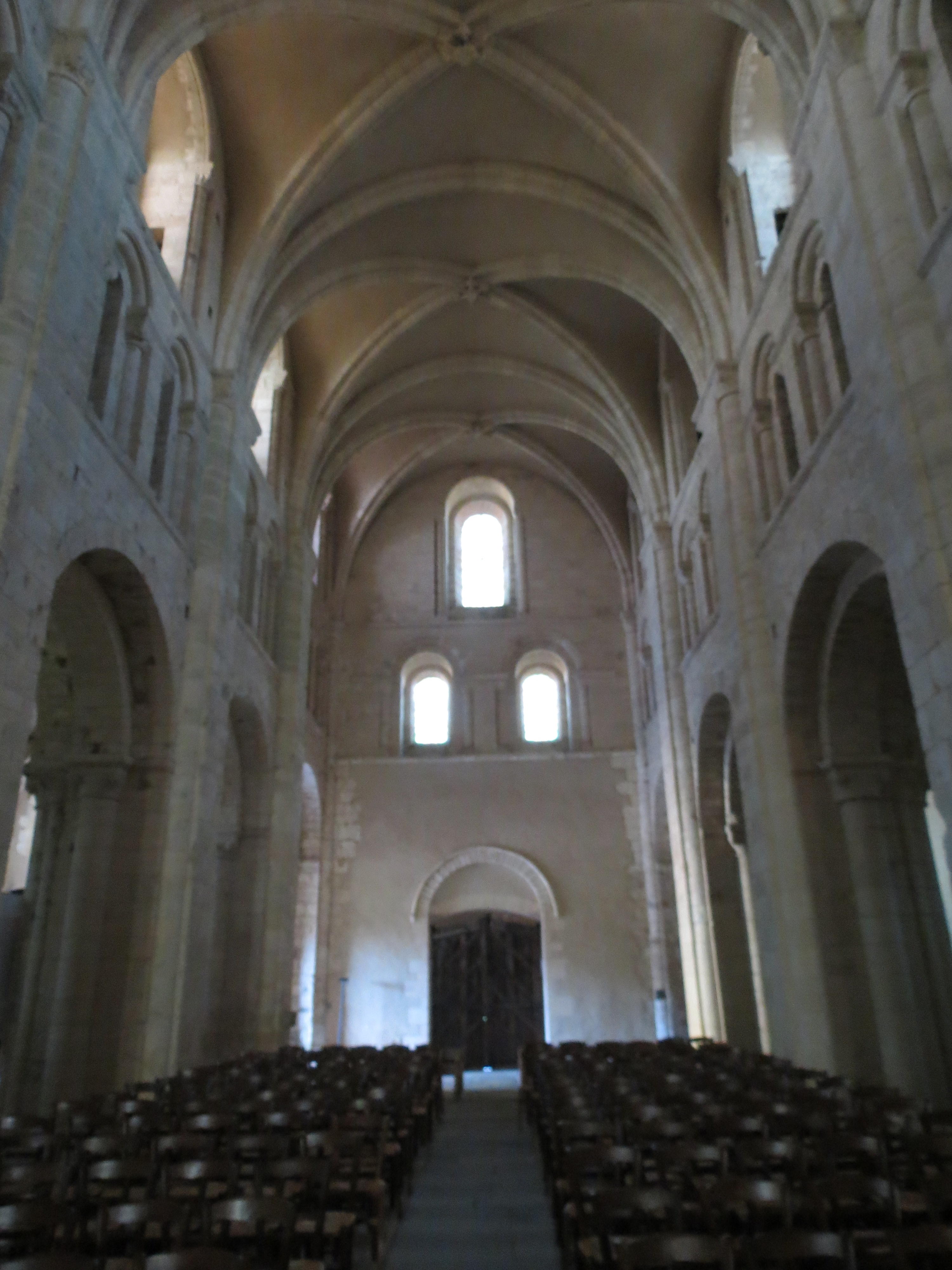
Vue intérieure de la nef, vers l'ouest.

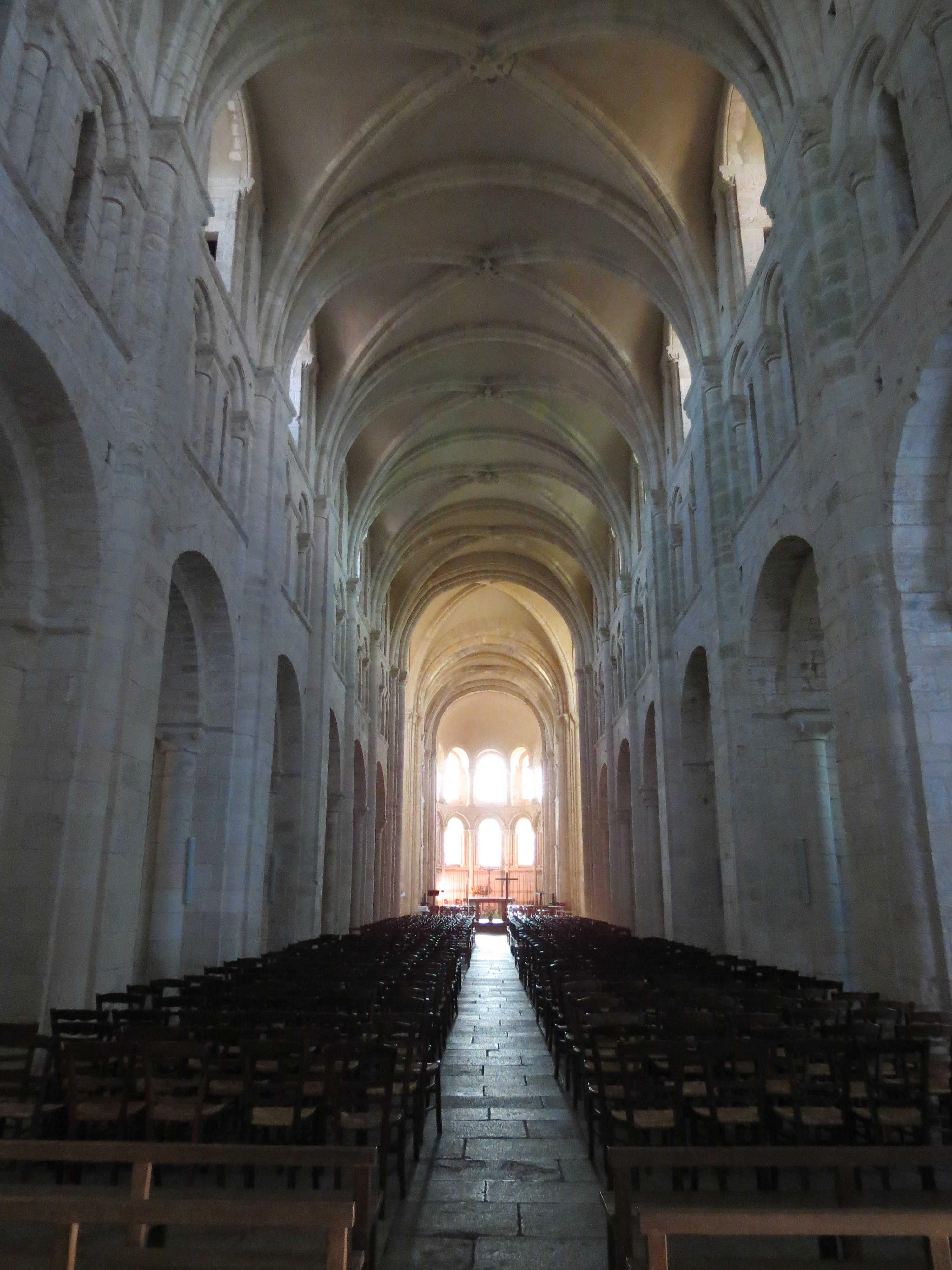
Vue intérieure de la nef vers l'Est.

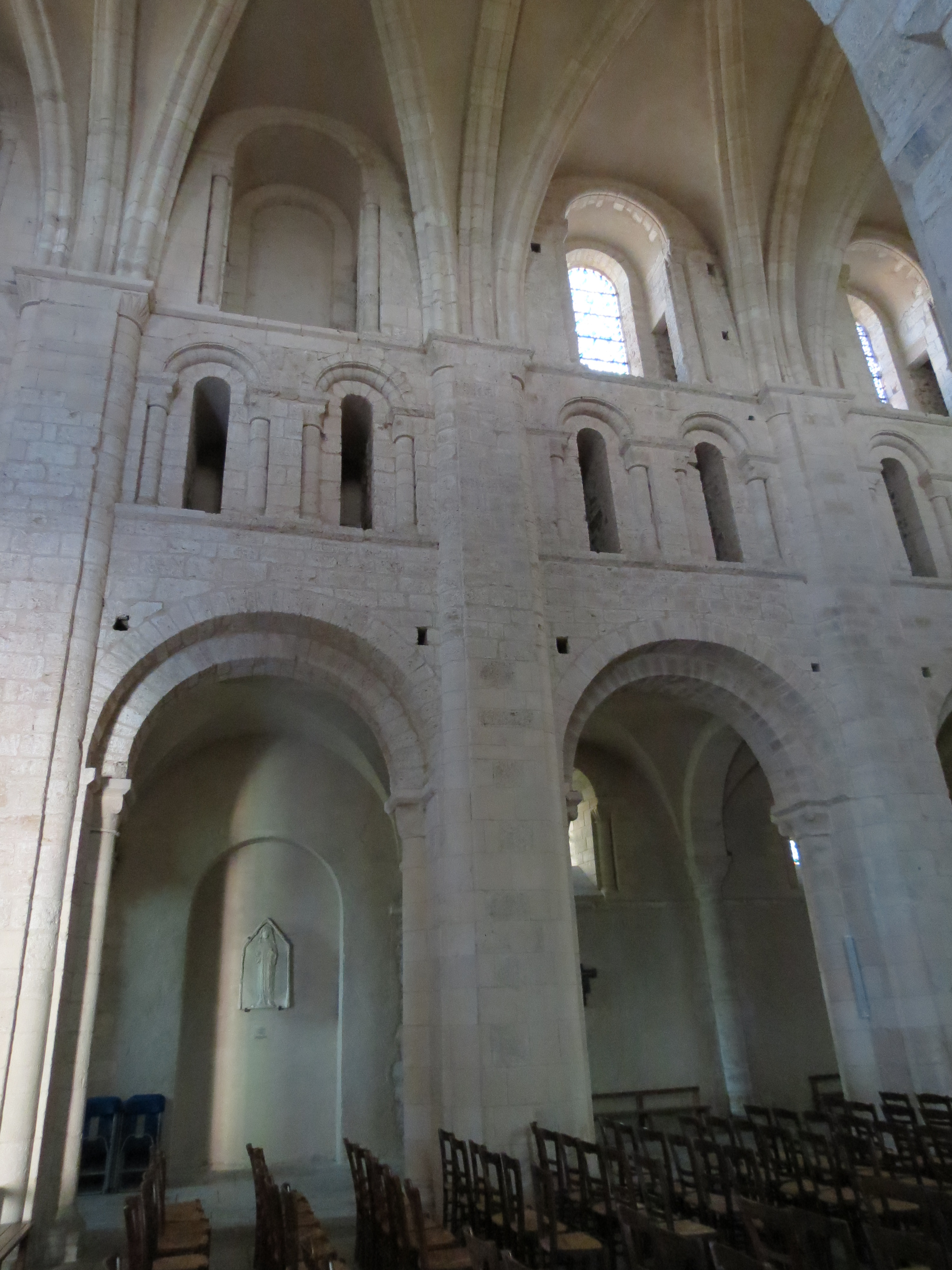
Élévation de la nef à trois niveaux.

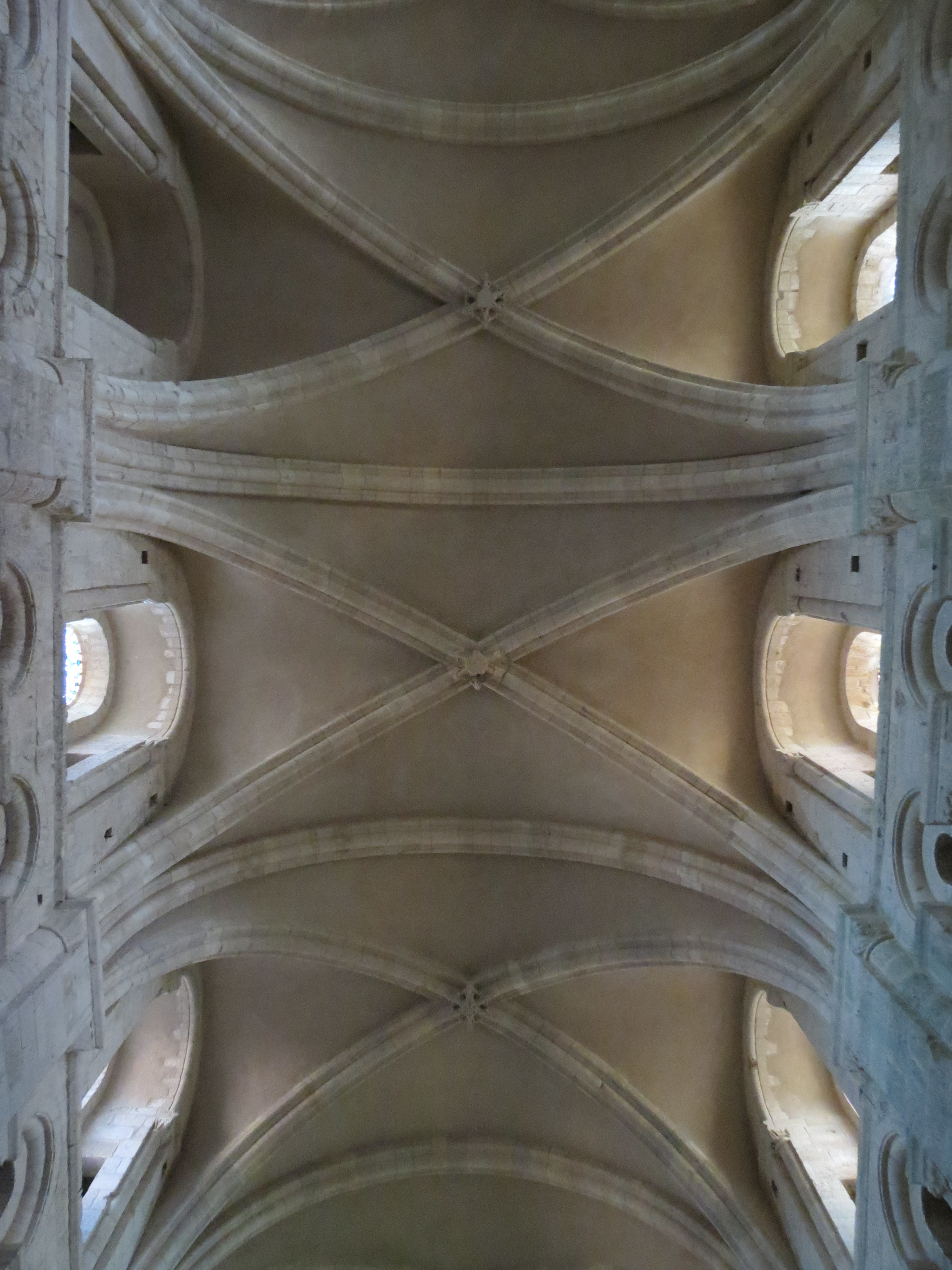
Voûtes de la nef.

L'abbaye bénédictine de Lessay, Exaqvio ou sancta trinita Exaqvii (le nom latin d'origine de Lessay), a été fondée sur la paroisse de Sainte-Opportune, diocèse de Coutances, entre 1056 et 1064,, par le baron de La Haye-du-Puits et du Plessis, Richard Turstin Haldup (ou Haloup) et sa femme Emma. Cette fondation est confirmée par son fils Eudes au Capel, sénéchal de Guillaume le Conquérant. Cette fondation intervient dans un contexte de rétablissement de la paix et de la justice aux confins de la Normandie, et notamment le Cotentin resté très indépendant, par le duc de Normandie Guillaume. L'abbaye est créée dans les années qui suivent l'écrasement des barons de Normandie occidentale au Val-ès-Dunes.
En 1080, une charte signée sous le parrainage de Guillaume le Conquérant, Geoffroy de Montbray, évêque de Coutances et cinquante illustres personnages parmi lesquels les évêques de Cantorbéry, York, Bayeux, Winchester, saint Anselme, Geoffroy de Fierville, confirme la fondation. Le 3 février 1098, Eudes au Capel y trouve sa sépulture, dans le chœur.
Dans la charte de fondation, Richard Turstin Haldup, baron de la Haye-du-Puits et sa femme Emma, avec le consentement de leur fils Eudes au Capel, donnent tout ce qu'ils possèdent à Sainte-Opportune et les Mesnils en dépendant, plusieurs églises du pays, bois, forêts, moulins, pêcheries, salines, les bois de Castiaux, ce qu'ils ont à Urville, l'église de Saint-Georges-de-Tonneville avec la dîme, l'église de Coigny avec la dîme, leurs biens à Beuzeville-au-Plain, à Appeville et Ozeville, l'église de Sainte-Suzanne avec les droits de coutume, la chapelle de Saint-Ermeland avec la dîme, la forêt de Beaupte, la dîme du moulin de la Feuillie, les églises de Saint-Georges-de-la-Roque, d'Arganchy, de Créances, de Saint-Philippe-de-Vaussieux et de Saint-Marie-de-Martragny.

### Le développement
Les circonstances de la riche donation de l'abbaye sont la parenté assez proche des fondateurs avec le duc Guillaume, les grandes concessions obtenues en Angleterre, les alliances avec les premières familles du pays et le zèle d'Eudes au Capel cité parmi les plus magnifiques constructeurs de ce temps. Dans les chartes les plus anciennes, on voit les noms des plus illustres barons normands et Anglo-Normands : Saint-Jean, La Haye, Especk, Bohon, Brisqueville, Aubigny.
Richard, baron de la Haye, connétable et sénéchal de Normandie, donne un marché près de Lessay à la fête de la Sainte-Croix, nundinas apud Exaquium in festo Sanctæ Crucis.
L'abbaye est richement dotée en terres, landes, forêts, pêcheries, moulins et salines ; la construction est engagée en 1064 sous la direction de Renouf, frère de Turstin. Les premiers moines viennent de l'abbaye du Bec-Hellouin ainsi que Roger, premier abbé. En 1178, l'église abbatiale est consacrée, bien après son achèvement, par Rotrou, archevêque de Rouen.
Le roi d'Angleterre, le roi de France ainsi que les papes Urbain III et Innocent IV prendront l'abbaye sous leur protection. Son apogée religieux et matériel se situe au XIIe et XIIIe siècles avec deux-cent-dix-huit vassaux, neuf prieurés dont celui de Boxgrove (Sussex) et des bénéfices provenant de plus de quarante-quatre localités.
En 1250, lors de la visite d'Eudes Rigault, archevêque de Rouen, le monastère a trente-six religieux, plusieurs prieurés avec un seul moine contrairement à la règle qui est mal observée, en particulier pour le jeûne et l’abstinence. Le revenu de l'abbaye est de 1 400 Livres et la dette de 450 Livres. Lors de la visite de 1266, les moines sont cinquante-six, mais ne peuvent se vêtir d'étamine pour cause de guerre avec l'Angleterre. En 1275, Guillaume de Vernon, seigneur de Néhou, donne à l'abbaye cinquante sous tournois de rente annuelle à prendre dans sa terre de Barneville.
En 1337, l'abbé Jean de Cource fait bâtir l'église paroissiale de Sainte-Opportune et délivre l'abbaye du fardeau de la paroisse.
Pendant la guerre de Cent Ans, le 11 juin 1356, l’abbaye, qui comptait quinze moines, est dévastée par les troupes de Philippe de Navarre (1336-1363) : voûtes, nef et tour-lanterne sont détruites ainsi que le dortoir et le réfectoire, à la suite de quoi, Philippe octroya une gratification de mille royaux « Savoir faisons que pour ce que l'église et abbaye de Lessay, à nostre cause et pour nous, a esté et est très grandement dommagée et déserte durant les guerres, nous qui a la dite abbaïe et autre part voulons voulentiers faire secours, confort et aide des dommages et pertes par nous venuz, et pour descharger nostre conscience, se bonnement le povons faire, avons ordené et voulu, voulons et ordenons par ces présentes que de la somme de mille roïaulx que nous ferons délivrer, terres, héritages et rentes soient achetés et amortiz au proffit de la dicte abbaye pour chanter et celebrer chascun jour en une chapelle pour le salut de nostre âme, une messe du Saint Esperit, après une de la Trinité et l'autre de Notre Dame, et ainsi par ordre nostre vie durant, et après nostre deceps une messe de requiem chascun jour comme dit est ». En 1385, Dom Pierre Leroy, futur abbé du Mont-Saint-Michel, décide de la reconstruction à l’identique qui sera achevée en 1420 sous Guillaume de Guéhébert.
En 1423, l'abbaye avoue une foire à Anneville-en-Saires, des droits sur la foire de Bolleville, le roi Henri II confirme la dîme du marché d'Aubigny et la foire d'Orval qui figure sur les Échiquiers de 1198 à 1203.

### Le déclin et la fin
À la fin du XVe siècle, Jean Vaslin, protonotaire apostolique, abbé de 1484 à 1504 sous le nom de Jean V voit l'abbaye mise en commende, les rois et les grands étant tentés par la richesse des monastères s'emparent de ces établissements et s'en déclarent abbés pour jouir de ses revenus. Cette mise en commende entraîne la perte de privilèges, le manque d'émulation, de zèle pour les études et le relâchement de la discipline.
Nicolas Jeroesme est le 31e abbé de 1514 à 1558. Il prescrit des limites aux aumônes contre les exigences toujours croissantes des pauvres. En 1560, quand le roi Charles IX monte sur le trône, il nomme Arthur de Cossé-Brissac abbé commendataire de Lessay, évêque de Coutances et abbé du Mont-Saint-Michel. Il est victime des guerres de Religion. Les moines abandonnent le monastère à la fureur des protestants et aux pillages des hordes de Montgommery.
En 1587, le roi Henri III veut récompenser Jacques II Goyon de Matignon pour son zèle en Guyenne et nomme son fils Lancelot de Matignon comme évêque de Coutances et abbé de Lessay (1587-1588). De 1588 à 1619, le siège de Lessay est vacant.
Le roi Henri IV confirme les foires de Sainte-Croix et Saint-Maur et les marchés du dimanche et mardi de temps immémoriaux, mais négligés et les titres perdus lors de la grande contagion et la guerre civile.
Après l'abbé Jean VI Rombault (1620-1622), la famille de Goüyon détient ensuite la commende de l'abbaye de 1622 à 1757 avec Léonor Ier (1622-1676), Léonor II (1676-1714) et Léonor III (1714-1757). En 1700, l'abbaye a plus de 25 000 livres de rentes, elle possède dans la généralité de Caen : à Sainte-Opportune, tout ce qu'il y a de bon, la fabrique de sel blanc, la chapelle du bourg, les patronages des églises d'Orval, Pirou, Montchaton, Saint-Sauveur-Lendelin, Anneville, La Feuillie, Sainte-Suzanne-en-Baulpe, Nay, Gonfreville, Mobec, Beuzeville-en-Bauptois, Prétot, Varangueberc, La Haye-du-Puits, Bretteville-sur-Ay, Vely, Gerville, les dîmes d'Orval, Pirou, Saint-Sauveur-Lendelin, les fiefs d'Orval, Tourville, Montchaton, les vestiges du prieuré d'Orval, le prieuré d'Appeville avec une maison, une chapelle et 2 000 livres de rentes.
En 1706, l'abbé commendataire, également évêque de Lisieux, Léonor II Goyon de Matignon demande au roi qu'il introduise dans son abbaye où les anciens vivent licencieusement, les religieux réformés de Saint-Benoît et abandonne tous ses revenus aux Mauristes contre une pension. Les moines bénédictins de la congrégation de Saint-Maur engagent en 1707 la réforme de l’abbaye et confient à l’architecte Jacques de Cussy la réfection du clocher qui devient un clocher à bulbe, forme qu’il gardera jusqu’à sa destruction en 1944, et la reconstruction des bâtiments conventuels en 1752.
Le nombre de pauvres aux aumônes devient considérable et, face aux menaces d'incendie et de pillages, il est nécessaire d'employer la force publique. Le parlement de Rouen organise les aumônes par paroisse. Ces aumônes qui se faisaient trois jours la semaine, attiraient un grand nombre de mendiants, entraînant de graves désordres se terminant en véritable émeute en 1687, 1709 et 1718.
Pendant la tourmente révolutionnaire, l'archevêque de Besançon, Raymond de Durfort-Léobard est abbé de Lessay et les six moines sous la conduite d'un prieur forment la population de l'abbaye où s'est introduit un grand relâchement et où l'on ne se livre plus à aucune étude. L'abbaye est mise à la disposition de la Nation.
En 1791, après la disparition de l'ancienne église Sainte-Opportune, l’église abbatiale devient église paroissiale, sur décision de l’Assemblée constituante ce qui la sauve de la démolition. Les bâtiments conventuels sont vendus comme biens nationaux. L'abbaye est acquise quelques mois plus tard par Louis-Ferdinand de Perrochel (1749-1818), tenant du comté de Créances, rallié au nouveau régime, où il va habiter. Criblé de dettes, le 21 août 1799, il revend sa propriété de Lessay à Pierre Thiers, spéculateur parisien et père du futur président de la République, Adolphe Thiers. 
En 1840, l'abbatiale est classée au titre des monuments historiques.
Maurice-Hippolyte Laigre de Grainville, maire de Lessay de 1892 à 1894, rentré en possession de l'abbaye la vend le 31 juillet 1900 à Félix Dehau.
Le 11 juillet 1944, l’armée allemande en retraite mine l’église abbatiale, ce qui provoque l’écroulement des voûtes et des dégâts considérables notamment sur le bas-côté nord.
De 1945 à 1957 l’église abbatiale et les anciens bâtiments conventuels font l’objet d’une restauration remarquable réalisée sous la direction d'Yves-Marie Froidevaux, architecte en chef des monuments historiques, grâce aux archives conservées à Paris. Les façades et toitures des bâtiments conventuels seront classés monuments historiques l'année suivante en 1946.
En 1958, l’église est rendue au culte.
Aujourd'hui, les bâtiments conventuels sont une propriété privée et ne se visitent pas. Chaque été, des concerts sont organisés dans l'abbatiale.

## Description

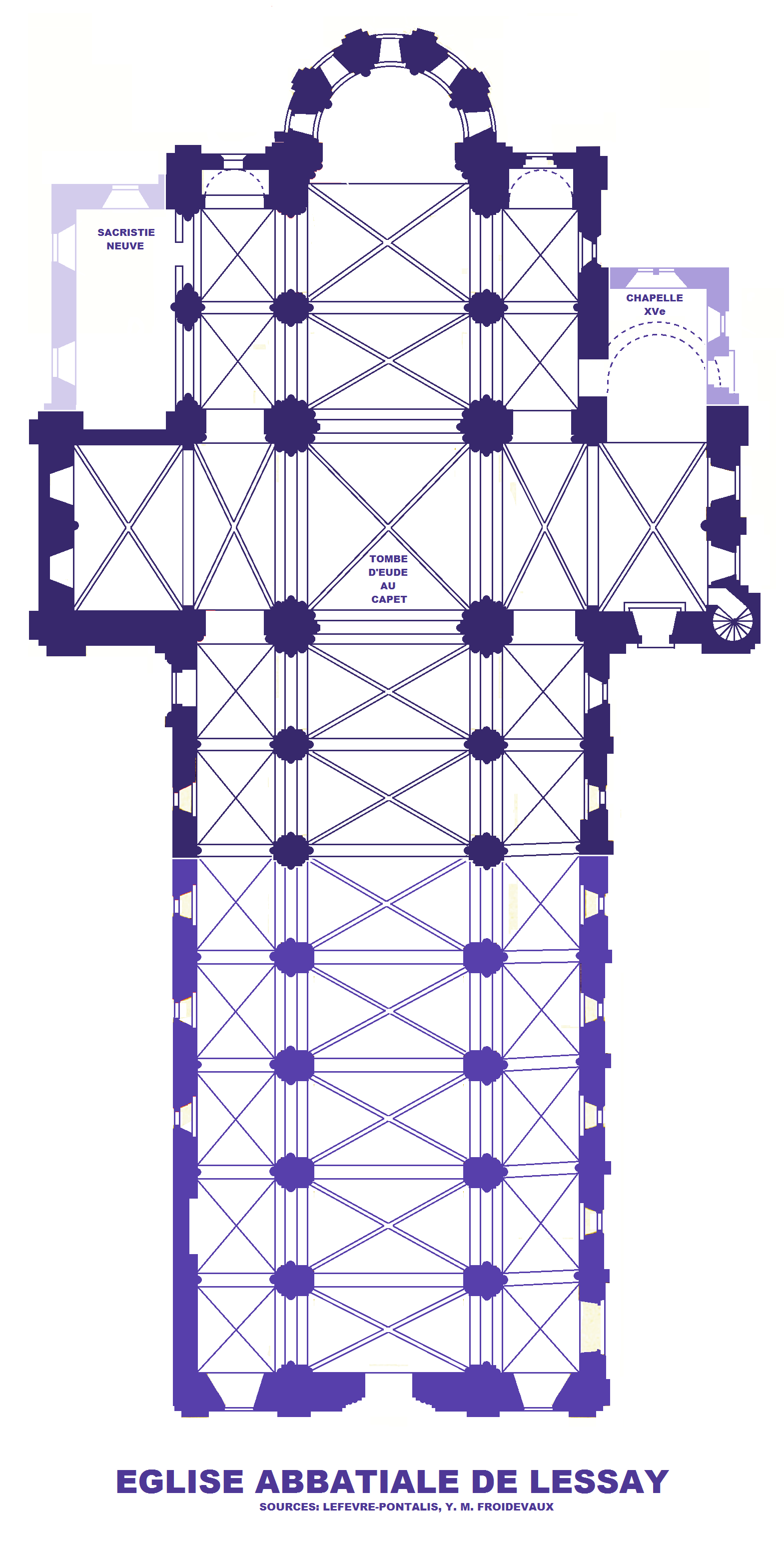

L'église abbatiale dont le plan est identique à celui de l'abbaye de Cerisy-la-Forêt est un excellent type de tracé ordinaire des églises romanes de Normandie, dans la tradition du chevet échelonné, avec la communication entre le chœur et les collatéraux, comme à l'abbaye de Bernay, l'église Saint-Nicolas de Caen ou de l'abbaye Saint-Georges de Boscherville. L'architecture atteste le XIe siècle et l'antique simplicité qui distingue en Normandie les constructions ecclésiastiques de Guillaume le Conquérant. C'est l'une des plus pures parmi les œuvres romanes de Normandie et on peut y trouver une phase de la connaissance de la voûte sur croisée d'ogives. Elle serait le premier grand édifice qui à la fin du XIe siècle vit l'apparition de la croisée d'ogives appliquée aux travées droites du chœur et aux premières travées de la nef. Il s'agit encore d'ogives simples, un tore épais engagé dans un large bandeau aux angles vifs, qui retombent maladroitement sur la corniche. De son école architecturale, l'école de Lessay, découle un groupe d'églises où, dès le premier quart du XIIe siècle, la croisée d'ogives est appliquée aux voûtements du chœur, vingt-cinq à trente ans avant que l'Île-de-France ne l'utilise à son tour. Ces huit petites églises rurales du Cotentin sont : Tollevast, Martinvast, Octeville, Saint-Germain-sur-Ay, Chef-du-Pont, Brévands, La Barre et Saint-Pierre-de-Semilly.

### Le plan
La nef de sept travées a des bas-côtés voûtés d'arêtes séparés par des doubleaux en plein cintre qui sont éclairés par des fenêtres. L'abbaye reprend le plan bénédictin adopté à Bernay avec la nef à trois élévations : arcades, tribunes et fenêtres hautes. En élévation, elle a trois niveaux avec des tribunes peu élevées, avec des ouvertures étroites groupées par deux, et un troisième niveau de fenêtres sur l'extérieur avec de petits contreforts. Le transept, encadré par quatre arcs en plein cintre est voûté d'ogives comme les croisillons et porte la tour de plan carré. Dans le croisillon ouest, une tourelle d'escalier permet l'accès à la galerie de circulation et aux combles. Le transept est prolongé d'un chevet avec une abside et un cul-de-four. On trouve un tracé régulateur : le transept et ses croisillons, la tour sont inscrits dans un carré.
On a retrouvé les fondations de l'absidiole orientée du croisillon sud, des absidioles des collatéraux du chœur et les piles centrales des tribunes des croisillons. Au-delà du bras nord du transept, on a mis au jour les fondations de la salle capitulaire qui, comme à l'abbaye de Jumièges se termine en abside, est divisée en trois par des colonnes et à l'extrémité de la partie droite, par des colonnettes géminées.

### La datation
La construction s'est déroulée d'est en ouest, au XIe siècle : 1070-1098 pour le choeur, le transept et les deux premières travées de la nef, 1100-1110 pour les autres travées. L'abside, le transept, la souche de la tour centrale et trois travées de la nef dont les bases des colonnes sont différentes. Au XIIe siècle sont construites quatre travées de la nef et l'étage supérieur de la tour. Les croisées d'ogives sont en deux campagnes distinctes, la première : le chœur, le transept et la dernière travée de la nef et la seconde : les six travées de la nef. À la fin du XIVe et au début du XVe siècle, la nef en partie détruite pendant la guerre de Cent Ans est remontée en remployant le maximum d'éléments anciens et en respectant les dispositions romanes, sauf pour quelques détails comme les chapiteaux et les clefs de voûte. Cette restauration est visible par les différences de matériaux, la taille des pierres et le mortier utilisé.
Le chapiteau à godrons des piliers du premier niveau et de nombreuses colonnettes de l'étage ne semble pas avoir été employé en Normandie avant la construction de  Lessay où il est systématiquement utilisé .
Avant la Révolution, les réparations de 1385 à 1440 étaient marquées par plusieurs écussons. Le tombeau d'Eudes au Capet mort en 1098, dont il ne reste plus que le chef le représentait avec la chape et le chaperon.

### La voûte sur croisée d'ogives
L'examen de la pile sud-est restée intacte portant les sommiers des arcs de la voûte centrale et des voûtes adjacentes sur le chœur et le croisillon sud montre que les trois voûtes ont été construites en même temps, que les murs de la tour ont été montés après la voûte et que les ogives de la première campagne sont primitives.
Ces croisées d'ogives sont donc très anciennes, le fondateur de l'abbaye ayant été inhumé en 1098 dans un chœur au minimum couvert par une charpente sur des voûtes amorcées. Elles seraient donc contemporaines des plus anciennes du monde anglo-normand avec celles de la cathédrale de Durham.

Le transept
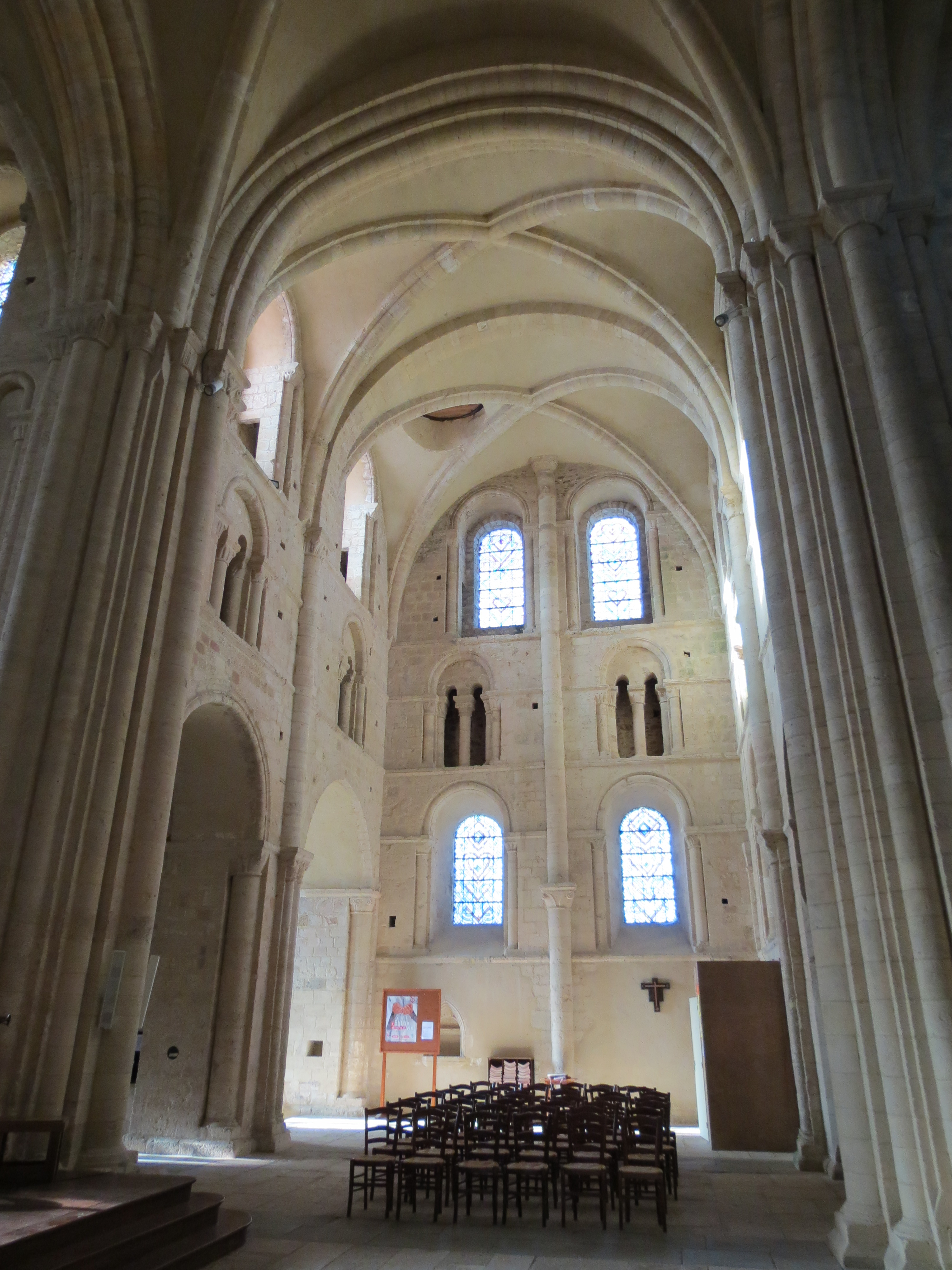
Croisillon sud du transept.
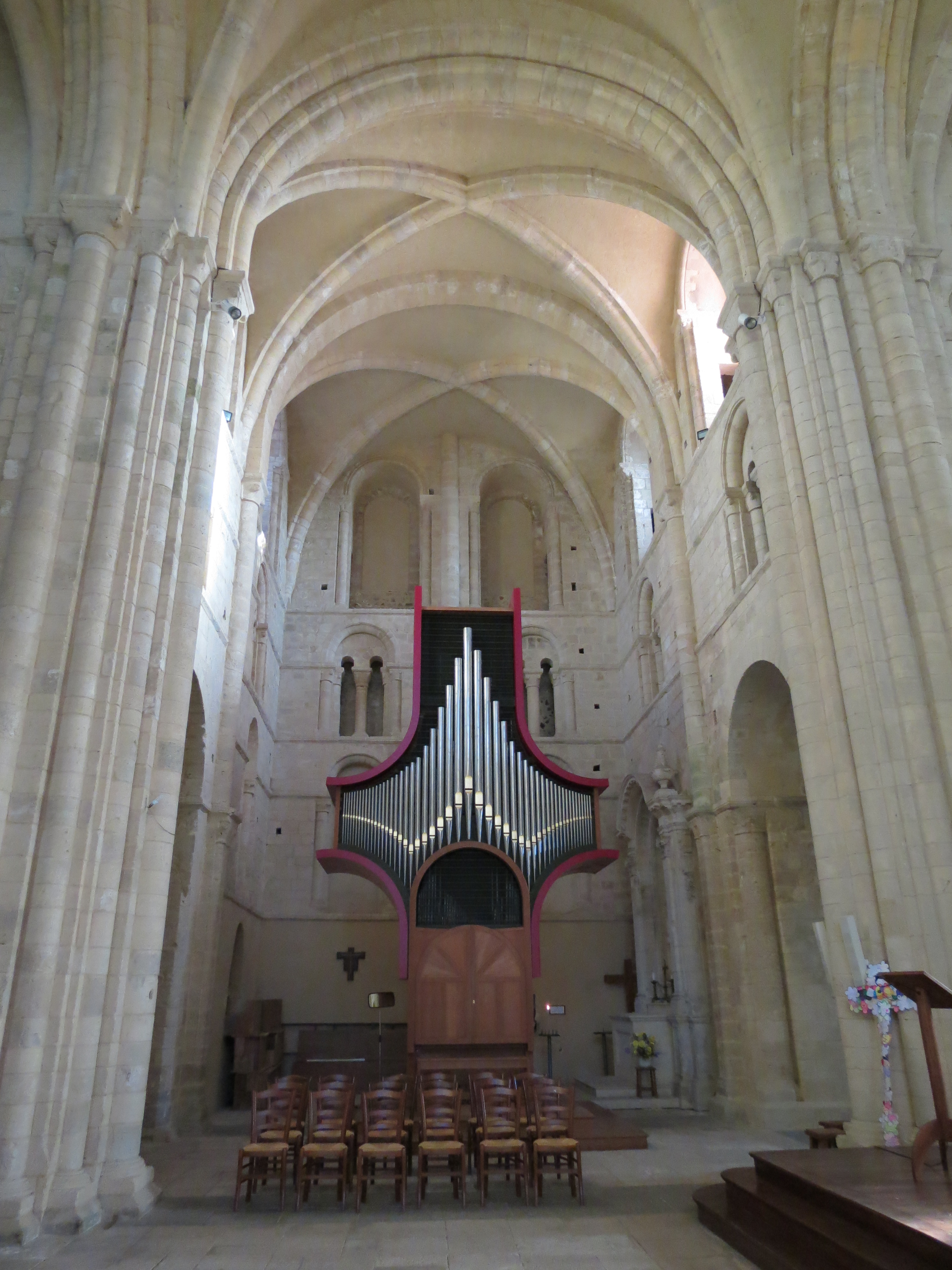
Croisillon nord du transept avec l'orgue.
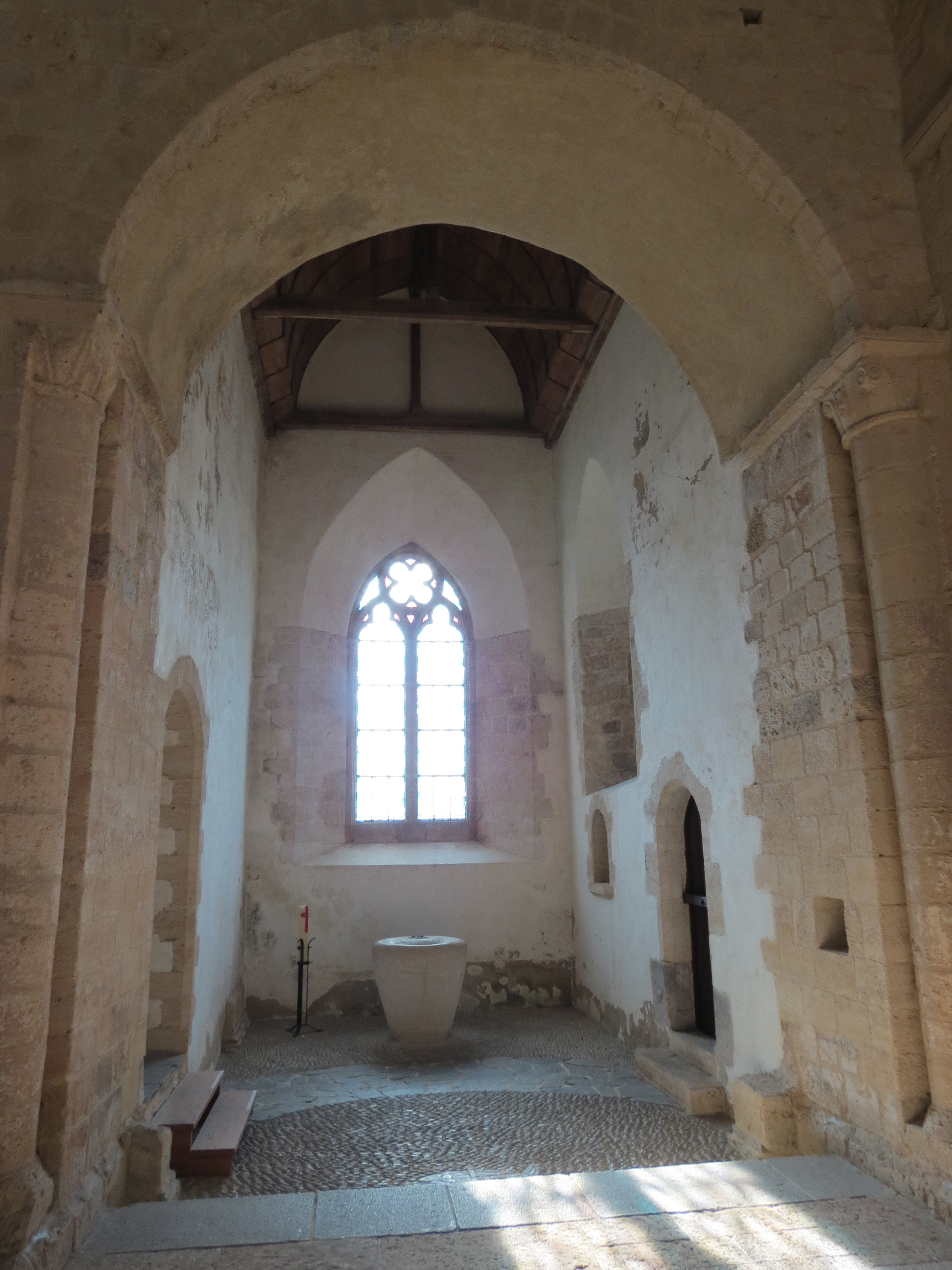
Chapelle du croisillon sud avec la marque au sol de l'abside primitive.

### La reconstruction
Soufflés par des mines en 1944, les voûtes, trois piles du transept et la tour sont tombés, le bas-côté nord est détruit avec une partie de celui du sud, le cul-de-four et l'abside dérasée. L'église est restaurée pour son grand intérêt archéologique grâce à la solidité des attaches et la qualité des mortiers du XIe et XIIe siècles qui ont résisté, la volonté de la population et l'investissement d'Yves-Marie Froidevaux, architecte en chef des monuments historiques. De 1945 à 1950, les six travées ouest de la nef sont restaurées et remises au culte. La première messe dans l'abbatiale reconstruite a lieu le 1er mai 1958.
La consolidation des éléments subsistants et le remontage des parties détruites sont facilités par la grande proportion d'éléments anciens conservés et la qualité du relevé de l'édifice fait en 1881. L'esprit de cette restauration est marqué par l'embauche d'ouvriers locaux particulièrement impliqués, encadrés par une entreprise spécialisée, qui apprirent un nouveau métier. Après les déblaiements et les protections d'urgence, la restauration commence par le remontage des parties détruites en remployant au maximum les matériaux récupérés, avant la réparation des éléments endommagés.
Les carrières ayant fourni les matériaux de l'édifice étant épuisées, la pierre de Montanier, dans l'Oise, est choisie pour sa similitude à l'œil tout en laissant lisibles les travaux de restauration. La couverture, qui était en ardoise et incohérente avec l'époque de construction du bâtiment, est remplacée par des pierres de schiste, matériau courant dans le Cotentin. Le clocher à bulbe des mauristes est remplacé par une simple pyramide.
Dans le dallage, les dalles funéraires existantes restent à leur place et au centre du transept, une dalle marque la trace du tombeau retrouvé d'Eudes au Capel, sénéchal de Guillaume le Conquérant, fils du fondateur de l'abbaye, mort en 1098.

La sculpture
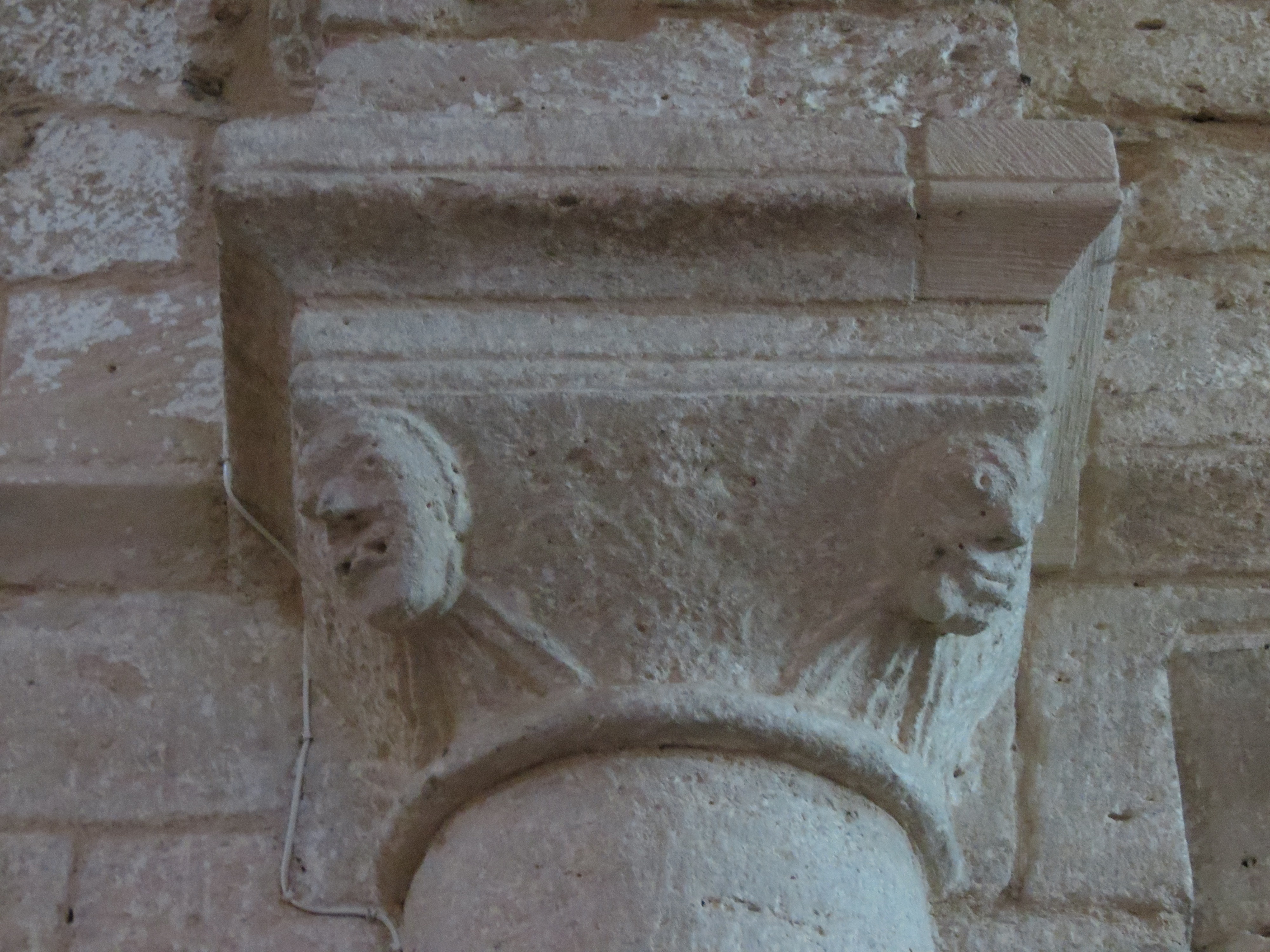
Chapiteau de la nef.
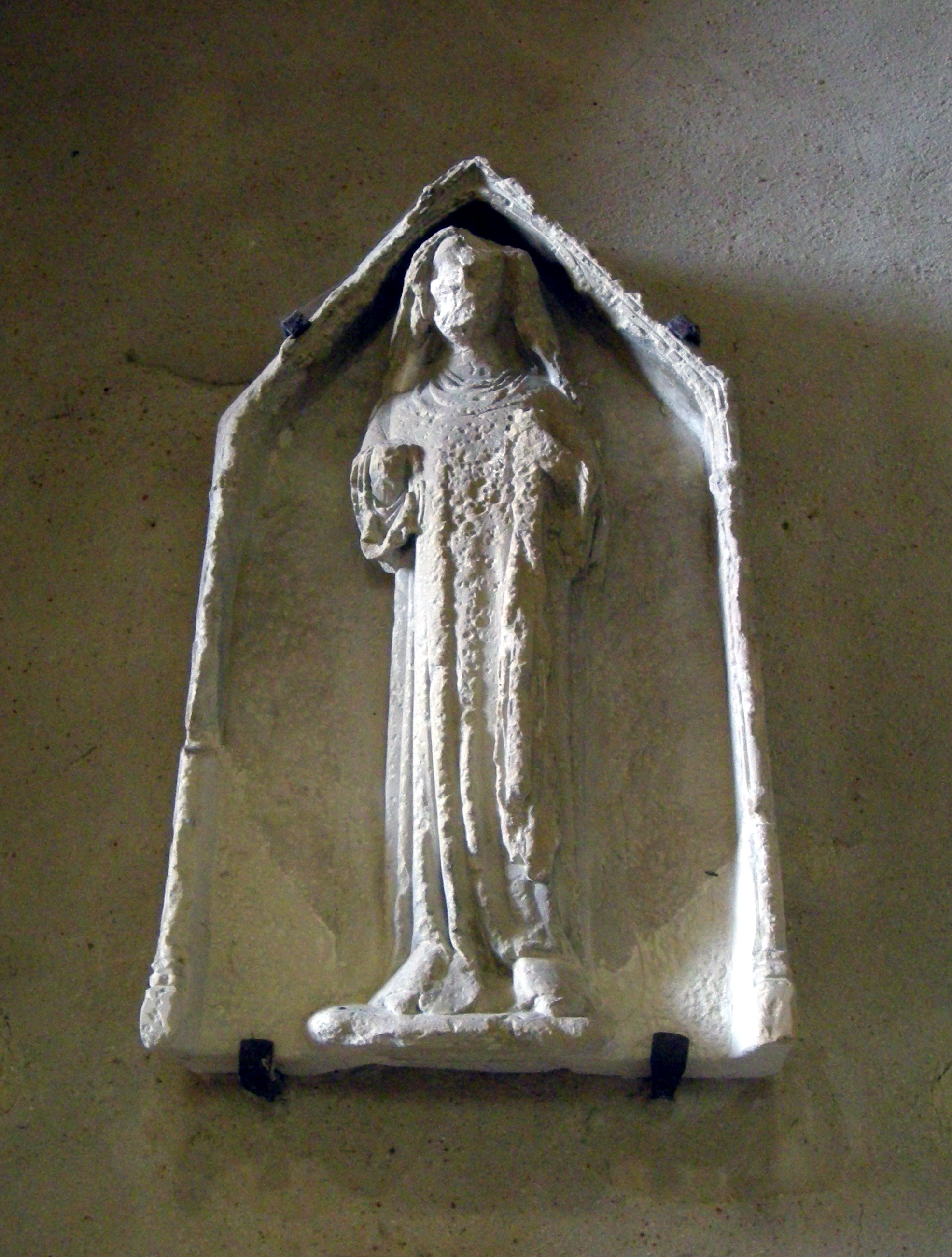
Statue de sainte Opportune, XIIIe siècle.
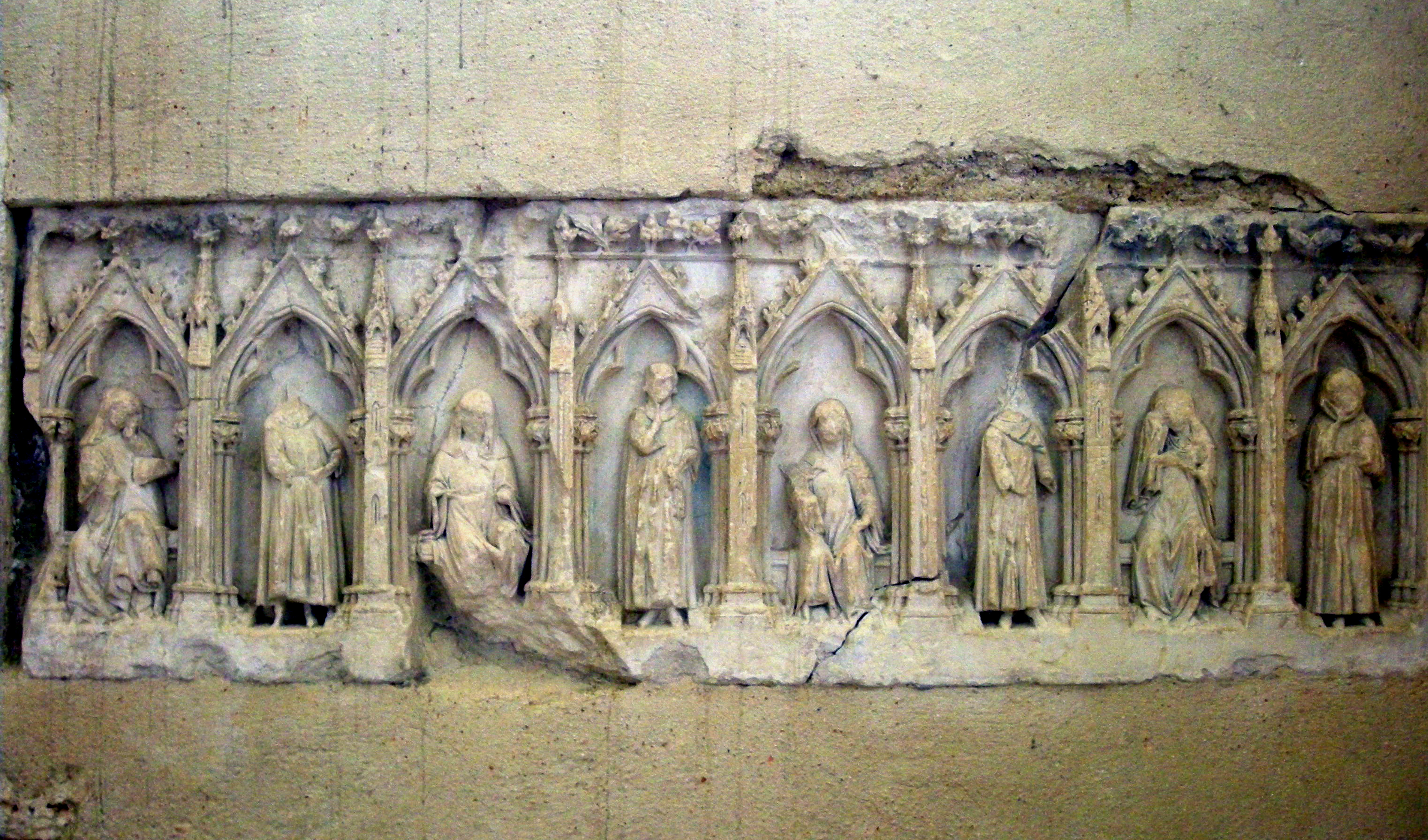
Fragment de tombeau, XIVe siècle.

## Protection
Au titre des monuments historiques :
- l'église est classée par liste de 1840 ;
- les façades et toitures des bâtiments conventuels sont classées par arrêté du 19 octobre 1946.

## Mobilier
L'église abbatiale abrite 64 objets classés monuments historiques au titre objet dont la tête du gisant d'Eudes au Capel (XIIIe siècle), son fondateur.

## Héraldique et sigillographie
- Blasonnement : de sable, à une essette d'or[41].

- Sceaux :
  - 2810 : Silvestre, abbé de Lessay début XIIIe, l'abbé debout, tête nue, une crosse en biais, tenant un livre ;
  - 2811 : Jean, 1337, abbé de Lessay, dans une niche gothique, l'abbé debout, tête nue, crossé, tenant un livre, accosté de deux écus, celui de gauche portant deux fasces à la crosse brochant, celui de droite, une étoile ;
  - 2812 : Guillaume, abbé de Lessay, 1363, dans une niche gothique, l'abbé debout, tête nue, crossé, tenant un livre, accosté de deux écus portant une étoile[42].

## Terriers, propriétés, revenus, dépendances
Selon l'enquête de Jean d'Essay, évêque de Coutances, l'abbaye possède en 1251, rien que dans le diocèse de Coutances, le patronage de pas moins trente-six églises, d'une à Jersey et d'une à Serk (même diocèse), de quatre dans le diocèse de Bayeux et de dix en Grande-Bretagne, et sept prieurés lui sont rattachés : Boxgrave dans le Sussex, Sainte-Marie-Madeleine à Bolleville, Sainte-Hélène d'Orval, Saint-Martin à l'If (Sauxemesnil), Saint-Ermeland (Le Plessis), le Roray (Arganchy), Portbail,.
Ses terres s'étendent sur huit fiefs : la baronnie de Lessay, la seigneurie du Saussey (à Angoville et Bretteville-sur-Ay), la baronnie de Cavilly (Lessay et La Feuillie), la baronnie d'Avarville (Saint-Lô-d'Ourville), la baronnie d'Ozeville (Appeville), le fief de Saint-Symphorien (près de La Haye-du-Puits), la seigneurie de Tourville, la seigneurie d'Orval. Parmi ces autres possessions, ont dénombre des moulins, des pêcheries sur les rivières et en mer, des bois, des manoirs, des tonlieux, des marais ; elle dispose également de foires, de salines, et de la propriété des épaves sur ses baronnies d'Avarville et de Lessay.
« Les moines de l'abbaye avaient coutume de faire des dons aux pauvres des paroisses dont ils avaient la patronage. Au début du XVIIIe siècle, un arrêt du Parlement de Normandie en fixa les montants ».
| Commune                    | Possessions                        | Dpt | Date début          | Date fin | Commentaires |
| Appeville                  | Ozeville en Appeville              | 50  |                     |          | Siège de la baronnie ecclésiale d'Ozeville en Appeville. |
| Créances                   | Église Sainte-Trinité              | 50  |                     |          | |
| Feugères                   | Église Saint-Pierre                | 50  |                     |          | |
| Geffosses                  | Église Saint-Samson                | 50  | 1084                |          | Donnée à l'abbaye en 1084 par Osmont de Feugères |
| Heugueville-sur-Sienne     | Église Saint-Pierre (en partie)    | 50  |                     |          | |
| La Feuillie                | Église Saint-Nicolas               | 50  | 1105                |          | Donné, en 1105, par Robert de La Haye, baron de La Haye-du-Puits |
| La Feuillie                | Cavilly                            | 50  |                     |          | Siège de la baronnie ecclésiale de Cavilly |
| Laulne                     | Église Saint-Cyr-et-Sainte-Julitte | 50  | 1105                |          | Donnée à l'abbaye en 1105 par Guillaume de Bricqueville et son fils Thomas |
| Le Mesnil                  | Église Saint-Martin                | 50  |                     |          | Donnée par Robert de La Haye |
| Lessay                     | Lessay                             | 50  |                     |          | Siège de la baronnie ecclésiale de Lessay |
| Orval sur Sienne           | Prieuré d'Orval                    | 50  |                     |          | |
| Orval sur Sienne           | Église Saint-Georges de Montchaton | 50  |                     |          | |
| Pirou                      | Église Saint-Martin                | 50  | 1106                |          | Donnée par une branche cadette des seigneurs de Pirou. |
| Portbail                   | Église Notre-Dame de Portbail      | 50  | avant la fin du XIe |          | L'église Notre-Dame fut donnée à l'abbaye avant la fin du XIe siècle et devint un prieuré de cet établissement. Au XIIIe siècle, Roger de Lanquetot, chevalier, donna à l'abbaye tout le droit qu'il avait en l'église Notre-Dame de Portbail. |
| Saint-Christophe-d'Aubigny | Foire Saint-Christophe d'Aubigny   | 50  |                     |          | |
| Saint-Lô-d'Ourville        | Église Saint-Lô                    | 50  |                     |          | L'abbé de Lessay nomme à la cure. Elle possède de nombreux biens sur la paroisse et perçoit la dîme. Donnée à l'abbaye à une date inconnue, la donation est confirmée par Robert de la Haie, sénéchal du duc de Normandie Henri Ier en 1134, mais cette donation a du être contestée, car un siècle plus tard, en 1234, Robert d'Argences, chevalier, seigneur du Parc d'Ourville, renonce au patronage de la paroisse en faveur de l'abbaye. |
| Saint-Lô-d'Ourville        | Prieuré d'Avarville                | 50  |                     |          | Siège de la baronnie ecclésiale d'Avarville. |